# 62
62. је била проста година.

## Догађаји
- Нероново хлађење према Сенеки.
- Под вођством преторијанског префекта Гаја Софоније Тигелина почели су прогони и погубљења сенатора. Сенатори Плаут и Сула су погубљени.
- Нерон је протерао Октавију под оптужбом за неплодност и оженио Попеју.
- Венчање Нерона и Попеја Сабине
- Јеврејски првосвештеник Ананије Млађи.
- Синедрион осудио Светог Јакова (брата Господњег)
- Гувернер Јудеје Луције Албин (до 64).
- Династија Арсакида у Јерменији (до 428).
- Цар Јерменије Тиридат, брат Вологаса  (по други пут, до 90).

### Фебруар
- Земљотрес у јужној Италији. Делимично уништење Помпеја и Херкуланеума.